# 팔진도
팔진도(八陣圖)는 제갈공명이 완성한 군사 배치 방법 8가지를 그린 그림이다. 팔괘의 개념에 기초하여 제갈량이 만들어낸 것으로 생각되는 바위의 배열이었다. 이 대형은 현재 중화인민공화국 충칭시의 바이디성 근처 양쯔강 옆 어복포(魚腹浦)에 위치했으며, 이곳에는 배열의 유적지로 추정된다. 민간 전설에 따르면 여름에 양쯔강의 범람으로 인해 지형이 물에 잠겼다가 가을이 되면 배열이 다시 표면화되고 바위는 여전히 원래 위치에 그대로 남아 있다.

## 같이 보기
- 이위공문대